# Qualificazioni all'UEFA Futsal Championship 2022 - Spareggi del turno di qualificazione

## Sorteggio
Il sorteggio per gli spareggi del turno di qualificazione si è tenuto il 13 febbraio 2020 alle ore 14:15 CET (UTC+1) al quartier generale dell'UEFA a Nyon, in Svizzera. Le 14 squadre (9 seconde e le 5 migliori terze) sono state divise in due fasce di sorteggio, una contenente le sette seconde con il miglior ranking e l'altra contenente le restati due seconde e le cinque terze. Le squadre sono state sorteggiate in sette sfide di andate e ritorno. Squadre provenienti dallo stesso gruppo non potevano essere sorteggiate insieme. Le partite, inizialmente in programma tra l'8 e il 15 aprile 2020, avranno luogo tra il 2 novembre e il 9 dicembre 2020.
| Squadra            | Pos. | Coeff.  | Rank |
| ------------------ | ---- | ------- | ---- |
| Macedonia del Nord | I2   | 1423.49 | 25   |
| Danimarca          | G2   | 1225.82 | 33   |
| Germania           | F2   | 1181.14 | 34   |
| Grecia             | C2   | 1164.92 | 36   |
| Armenia            | B2   | 1158.74 | 37   |
| Cipro              | A2   | 1145.80 | 39   |
| Lituania           | E2   | 1131.40 | 40   |

| Team        | Pos. | Coeff.  | Rank |
| ----------- | ---- | ------- | ---- |
| Israele     | H2   | 1027.40 | 41   |
| San Marino  | D2   | 894.05  | 44   |
| Turchia     | E3   | 1276.95 | 28   |
| Inghilterra | H3   | 1269.46 | 29   |
| Montenegro  | B3   | 1260.29 | 31   |
| Svizzera    | A3   | 1168.49 | 35   |
| Bulgaria    | D3   | 1153.23 | 38   |

## Partite
Le vincitrici avanzano alla fase di qualificazione a gironi.
| Squadra 1   | Totale        | Squadra 2          | Andata       | Ritorno      |
| ----------- | ------------- | ------------------ | ------------ | ------------ |
| Turchia     | 4 - 4 (gfc)   | Grecia             | 3 - 3        | 1 - 1        |
| San Marino  | 1 - 4         | Danimarca          | 1 - 2        | 0 - 2        |
| Israele     | 6 - 5         | Cipro              | 3 - 2        | 3 - 3        |
| Svizzera    | 7 - 7 (gfc)   | Germania           | 4 - 2        | 3 - 5        |
| Inghilterra | 0 - 10 (tav.) | Macedonia del Nord | 0 - 5 (tav.) | 0 - 5 (tav.) |
| Bulgaria    | 1 - 7         | Armenia            | 0 - 4        | 1 - 3        |
| Montenegro  | 5 - 1         | Lituania           | 3 - 0        | 2 - 1        |

Gli orari sono CET (UTC+1), come indicati dall'UEFA. Gli orari locali, se differenti, sono indicati tra parentesi.

### Andata
| Arbitri: | Tomasz Frak Slawomir Steczko Sasa Goranovic |
| Crono:   | Drazen Vukcevic                             |

|                                                             |           |  |
| Ćorović 31'05'’ Vidaković 35'06'’ Iv. Mugoša 40'00'’ (t.l.) | Marcatori |  |

| Arbitri: | Vlad Nicolae Ciobanu Daniel Deca Idan Berenshtein |
| Crono:   | Raafat Al Hamola                                  |

|                                       |           |                                     |
| Cohen 1'11'’ Diedunov 5'14'’, 26'24'’ | Marcatori | 18'23'’ Stylianou 20'07'’ Skarparis |

| Arbitri: | Petar Radojcic Nebojsa Panic Daniele D'Adamo |
| Crono:   | Gian Marco Ercolani                          |

|                    |           |                            |
| Michelotti 32'51'’ | Marcatori | 14'42'’ Falck 25'10'’ Fogt |

| Arbitri: | Daniel Matkovic Marco Rothenfluh Ugur Cakmak |
| Crono:   | Sabit Selvi                                  |

|                                                    |           |                                             |
| C. Keskin 1'01'’ B. Keskin 18'41'’ Özçelik 25'17'’ | Marcatori | 02'00'’ Manos 8'19'’ Artinos 32'51'’ Ntatis |

| Arbitri: | Stefan Vrijens Juan Boelen Adrian Tschopp |
| Crono:   | Darko Boskovic                            |

|                                                               |           |                               |
| Gössi 13'22'’, 30'58'’ Marcoyannakis 32'50'’ Silverio 36'05'’ | Marcatori | 0'45'’ Fischer 38'31'’ Saglam |

| Skopje 8 novembre 2020, ore 18:30 | Inghilterra | 0 – 5 (tav.) referto | Macedonia del Nord | Jane Sandaski Arena |

| Arbitri: | Antonios Adamopoulos Panagiotis Ntalas Trayan Enchev |
| Crono:   | Ivo Tsenov                                           |

|  |           |                                                                    |
|  | Marcatori | 10'38'’ (t.l.), 17'51'’ Manukian 19'16'’ Aslanian 39'02'’ Sanosyan |

### Ritorno
| Arbitri: | Timo Onatsu Arttu Kyynaeraeinen Michael Christofides |
| Crono:   | Nicolas Nicolaou                                     |

|                                       |           |                                                           |
| Kanjo 1'01'’, 37'11'’ Alexiou 12'11'’ | Marcatori | 18'23'’ O. Itzhak Halevy 19'56'’ (rig.), 35'48'’ Diedunov |

| Arbitri: | Marjan Mladenovski Jan Kresta Martin Køster |
| Crono:   | Kasper Darfelt                              |

|                                 |           |  |
| Laursen 16'36'’ El-Ouaz 26'32'’ | Marcatori |  |

| Arbitri: | Marc Birkett Kamil Çetin Šarūnas Tamulynas |
| Crono:   | Žilvinas Galimovas                         |

|                   |           |                                    |
| Sendžikas 24'35'’ | Marcatori | 9'32'’ Drašković 23'36'’ Vidaković |

| Skopje 9 novembre 2020, ore 18:30 | Macedonia del Nord | 5 – 0 (tav.) referto | Inghilterra | Jane Sandaski Arena |

| Arbitri: | Lukáš Peško Rastislav Behancin Ingo Heemsoth |
| Crono:   | Maximilian Alkofer                           |

|                                                                         |           |                                        |
| Saglam 6'50'’ Wittig 11'26'’ Zankl 29'48'’ Meyer 31'10'’ Sipahi 37'56'’ | Marcatori | 16'07'’, 28'20'’ Buckson 28'36'’ Gössi |

| Arbitri: | Alem Bajrovic Igor Puzović Antonios Adamopoulos |
| Crono:   | Nikolaos-Andreas Pachakis                       |

|                |           |                          |
| Ntatis 15'56'’ | Marcatori | 39'18'’ (t.l.) C. Keskin |

| Arbitri: | Moshe Bohbot Raafat Al Hamola Trayan Enchev |
| Crono:   | Kaloyan Kirilov                             |

|                                                    |           |                |
| Aslanian 10'47'’ Galstyan 31'10'’ Sanosyan 28'09'’ | Marcatori | 28'00’ Baharov |